# Route fédérale 200
Pour les articles homonymes, voir Route 200.
L'autoroute fédérale 200 (Carretera Federal 200 en espagnol) est une route qui court le long de la côte mexicaine du Pacifique en reliant les villes mexicaines entre Tapachula et Tepic. Avec ses 2 266 kilomètres de longueur, la Mex 200 est la plus grande autouroute du pays.

## Historique
En 2017, le gouvernement mexicain a enregistré 562 accidents, 318 blessés et 107 morts sur la Mex 200.
En février 2018, le gouvernement mexicain engage la réhabilitation d'un tronçon de 473 kilomètres de la Mex 200 reliant San Pedro Tapanatepec à Talismán dans l'état du Chiapas. Le même mois, un nouveau tronçon de 54 kilomètres reliant Jala à Compostela dans le Nayarit permet de réduire le temps de trajet de la municipalité de Guadalajara à la destination balnéaire Puerto Vallarta. Le nouveau tronçon a été construit avec un budget de $5 milliards de pesos,.
En février 2019, les travaux de construction du nouveau tronçon de 50km reliant Las Varas, Nayarit, à Puerto Vallarta, Jalisco, sont dénoncés pour la destruction de la faune et la flore de la zone protégée adjacente qu'ils engendrent. La construction et la concession de ce tronçon sont assurées par le Grupo Carso de Carlos Slim Helú.

## Itinéraire
L'autoroute fédérale 200 est un axe important de communication dans la zone puisqu'elle traverse 7 états mexicains côtiers : 
- Nayarit : Tepic - Xalisco - Compostelle - Las Varas - Bahia de Banderas - Jarretaderas - Nuevo Vallarta
- Jalisco : Puerto Vallarta - Mismaloya - Boca de Tomatlán - Chamela - La Manzanilla - Melaque - Barra de Navidad
- Colima : Manzanillo - Armería - Tecomán (Autoroute à Colima et Guadalajara)
- Michoacán : Coahuayana - San Juan de Alima - Tizupán - Maruata - Caleta De Campos - Barre de Nexpa - Plage Bleue - Lázaro Cárdenas (autoroute à Uruapan et Morelia)
- Guerrero : Entronque à La Unión - San José Ixtapa - Ixtapa Zihuatanejo - Entronque à Barra de Potosí - Petatlán - Papanoa - Port Vicente Guerrero - San Luis de la Loma - Entronque à Técpan de Galeana - Entronque à Atoyac d'Álvarez - Coyuca De Benítez - Acapulco (entronque avec Route Fédérale 95 et Route Fédérale 95D) - San Marcos - Cruz Grande (entronque à Ayutla) - Marquelia - Juchitán (entronque à Azoyú) - Entronque à Ometepec
- Oaxaca : Pinotepa Nacional - Santiago Jamiltepec - Puerto Escondido (route à Oaxaca) - Puerto Angel - San Pedro Pochutla[6] - Mazunte - Zipolite - Huatulco - Salina Cruz - Santo Domingo Tehuantepec - Juchitán de Saragosse - Chahuites
- Chiapas : Arriaga - Tonalá - Pijijiapan - Mapastepec - Huixtla - Tapachula

Avec ses 2 266 kilomètres de longueur, la Mex 200 est la plus grande autouroute du pays.

### Pages liées
- Liste des routes fédérales mexicaines